# Planter’s Punch
Planter’s Punch [ˈplɑːntəɪz pʌntʃ] (deutsch etwa „Pflanzer-Punsch“, von engl. planter = Pflanzer, Plantagenbesitzer und punch = Punsch) ist eine Bezeichnung für einen karibischen Cocktail aus Rum (typischerweise einem gereiften Jamaika-Rum), Zitrussaft, Zucker, Wasser und – je nach Rezeptur – weiteren Zutaten. Es gibt unzählige Rezepte und Varianten, die sich zum Teil deutlich unterscheiden, so dass der Autor und Cocktail-Historiker Wayne Curtis den Planter’s Punch eher als Gattungsbezeichnung denn als einzelnen Cocktail sieht.:S. 30 Anders als die Bezeichnung Punsch vermuten lässt, die im Deutschen überwiegend für Heißgetränke steht, wird ein Planter’s Punch mit Eis zubereitet und wie die meisten Cocktails kalt serviert.

## Geschichte
Punch (deutsch Puntsch, später Punsch) ist eine seit dem 17. Jahrhundert in Nordamerika und Europa verbreitete Bezeichnung für eine Vielzahl von Mixgetränken, also wesentlich älter als der erst um 1800 geprägte Begriff „Cocktail“, welcher ursprünglich nur eine kleine Gruppe von Drinks umfasste und erst im 20. Jahrhundert zum Oberbegriff für alkoholische Mixgetränke wurde (siehe Cocktail). Heute gilt der Punsch als „Urvater solch populärer Cocktailkategorien wie der Sours und Fizzes“, auch die in den 1980er Jahren noch Fancy Drinks genannten Cocktails seien der Punsch-Kategorie zuzuordnen.:S. 319 Das englische Wort Punch wiederum könnte aus Indien stammen, wo „pantsch“ (Hindi पांच pāñč) „fünf“ bedeutet und für die Zahl der Zutaten in einem ursprünglichen Punch stehen könnte, nämlich erstens Arrak, zweitens Zitrusfrüchte bzw. ihr Saft, drittens (Rohr)zucker, viertens Wasser sowie fünftens Tee oder Gewürze (so wurde oft Muskatnuss über den Punsch gerieben). Seefahrer der britischen Ostindien-Kompanie brachten den Punsch schließlich nach Europa und Nordamerika, wo er zumeist in einer größeren Schüssel, der punch bowl, für einen größeren Kreis von Gästen zubereitet und ausgeschenkt wurde. Schnell entstanden unzählige Variationen des Getränks, es wurden andere Spirituosen oder sogar Weine verwendet, man fügte Früchte oder Gewürze hinzu und genoss den Punsch entweder heiß oder kalt. 1735 verdeutschte Johann Heinrich Zedler in seinem Großen vollständigen Universal-Lexicon Aller Wissenschafften und Künste Punch zu „Puntsch“. Als Zutaten des „starcken Getränckes“ gab er an: Branntwein, Wasser, Zucker, Pomeranzensaft und Muskatnüsse.
Die Bezeichnung Planter’s Punch ist allerdings erst seit der zweiten Hälfte des 19. Jahrhunderts überliefert, als die im 17. und 18. Jahrhundert so beliebten Pünsche bereits ein wenig aus der Mode gekommen waren. Die älteste schriftliche Quelle für einen Planter’s Punch ist die Londoner Wochenzeitschrift Fun:

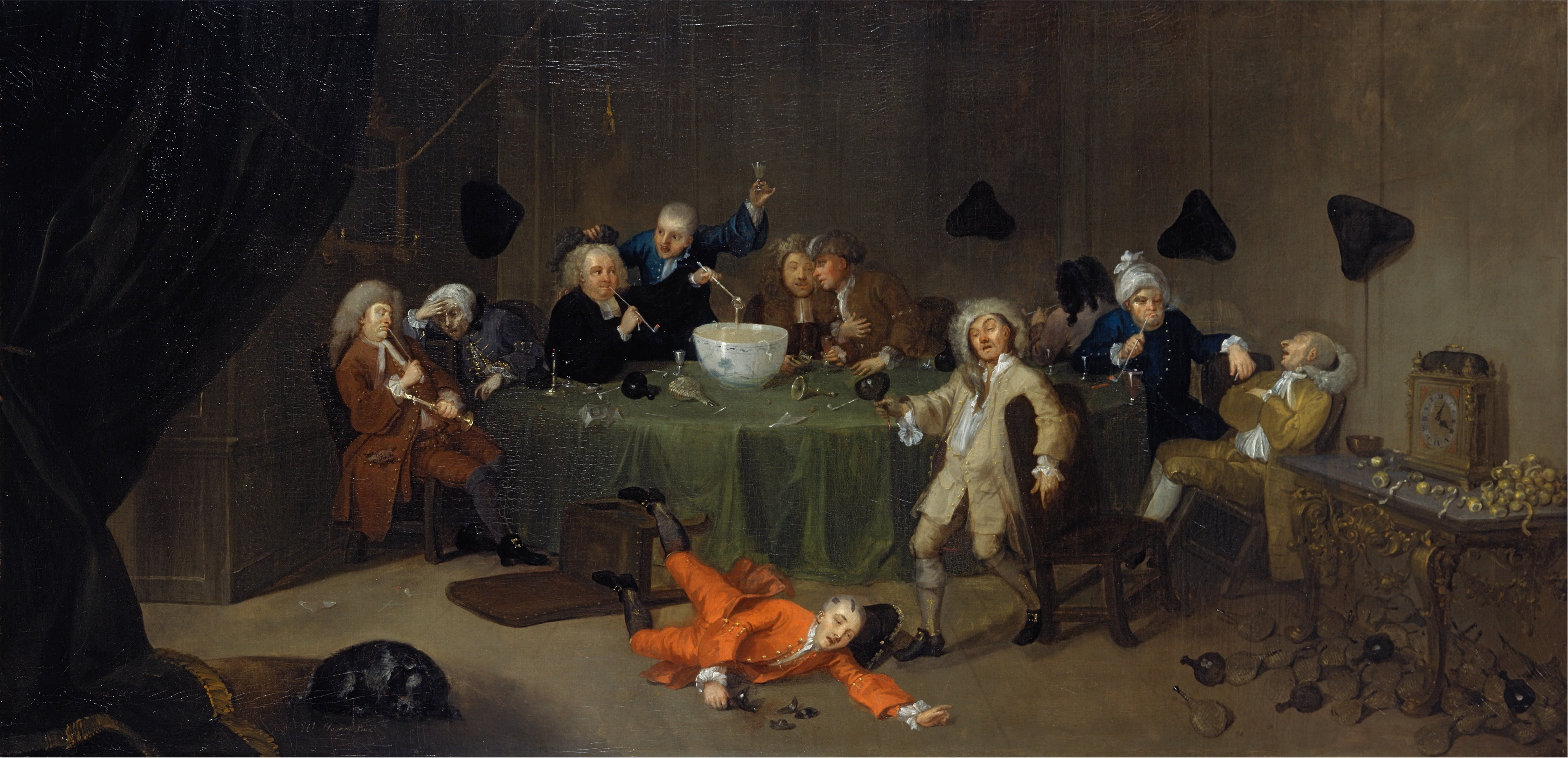
Nächtliche Punsch-Gesellschaft. Originaltitel: A Midnight Modern Conversation. Gemälde von William Hogarth, ca. 1732.

“Planter’s Punch! A West Indian Recipe.

A wine-glass with lemon juice fill,

Of sugar the same glass fill twice,

Then rub them together until

The mixture looks smooth, soft, and nice.

Of rum then three wine glassfuls add,

And four of cold water please take. A

Drink then you’ll have that’s not bad –

At least, so they say in Jamaica.”

„Planter’s Punch. Ein Rezept aus der Karibik.

Füll ein Weinglas
mit Zitronensaft,

mit Zucker füll dasselbe Glas zweimal,

dann misch beides bis

die Mischung glatt, geschmeidig und gut aussieht.

Füge dann drei Weingläser Rum hinzu

sowie vier mit kaltem Wasser.

Du wirst ein Getränk erhalten, das nicht schlecht ist, –

so sagt man zumindest auf Jamaika.“

Das Rezept folgt damit einer bekannten Faustregel für Punch: „One of Sour, Two of Sweet, Three of Strong, Four of Weak“ ‚ein Teil Saures (Zitronen- oder Limettensaft), zwei Teile Süßes (Zucker), drei Teile Starkes (Spirituose), vier Teile Schwaches (Wasser)‘. Allerdings wurden die Mischungsverhältnisse in späteren Rezepten oft abgewandelt. So reimte 1903 der Kansas Star: „One of sour / One of sweet / Two of strong / And one of weak“ ‚ein Teil Saures, ein Teil Süßes, zwei Teile Starkes, ein Teil Schwaches‘, was dem Saft einer Limette, einem Löffel Zucker, zwei Esslöffeln alten Jamaika-Rums und einem Esslöffel kalten Wassers entsprechen sollte. Das oft zitierte Rezept der New York Times aus dem Jahr 1908 ist dann wieder enger an der ursprünglichen Formel: „Take two of sour (lime let it be) / To one and a half of sweet. / Of Old Jamaica pour three strong, / And add four parts of weak“ ‚Nimm zwei [Teile] Saures, und zwar Limetten / auf eineinhalb [Teile] Süßes / von altem Jamaika-Rum gieße drei [Teile] ein, / und füge vier [Teile] Schwaches hinzu‘.
Der Planter’s Punch war also im ausgehenden 19. Jahrhundert nichts anderes als ein „klassischer“ Rum-Punsch, wie er vermutlich schon seit über 150 Jahren zubereitet und getrunken wurde – schon Benjamin Franklin (1706–1790) erwähnte in einer Ode an das Punsch-Ritual einen Punsch mit Jamaika-Rum.:S. 115 Ein solcher Jamaica Rum Punch ist auch in George Kappelers Sammlung Modern American Drinks von 1895 enthalten. Warum sich stattdessen allmählich der Name Planter’s Punch einbürgerte, ist unklar. Verschiedene „Planter’s Hotels“ reklamierten die Entstehung des Drinks für sich, beispielsweise das (mittlerweile geschlossene) Planter’s Hotel in St. Louis, wo Mitte des 19. Jahrhunderts der bekannte Barkeeper Jerry Thomas arbeitete,:S. 130 oder das Planter’s Hotel in Charleston. Tatsächlich sind in Jerry Thomas’ Mixbüchern, die er mehrere Jahre nach seiner Tätigkeit in St. Louis veröffentlichte, zwar mehrere Punch-Rezepte enthalten, jedoch kein Planter’s Punch. Auch für die Charleston-Geschichte gibt es keine Belege. Der Planter’s Punch kann auch nicht erst 1879 zu Werbezwecken für den in jenem Jahr erstmals auf Jamaika destillierten Myers’s Rum kreiert worden sein, wie häufig zu lesen ist, schließlich wurde der Drink schon ein Jahr zuvor, 1878, in der Londoner Zeitschrift Fun erwähnt. Dennoch besteht ein Zusammenhang: Fred L. Myers bewarb seinen Rum mit dem Hinweis, er eigne sich besonders gut für einen Planter’s Punch, und könnte so zur Verbreitung des Getränks und seines Namens beigetragen haben. Noch heute wird das Rezept auf die Flaschen der mittlerweile zum Spirituosenmulti Diageo gehörenden Marke gedruckt. Es entspricht seit jeher als „Old Plantation Formula“ (alte Plantagen-Formel) dem klassischen Mischungsverhältnis eines Rum Punch: 1 Teil Limettensaft, 2 Teile Zucker, 3 Teile Rum und 4 Teile Wasser. Daneben gebe es laut Myers noch eine American Formula mit der Zusammensetzung „1 süß, 2 sauer, 3 schwach, 4 stark“.
Einige Jahre später kursierten bereits unzählige Varianten des Planter’s Punch, darunter viele mit weiteren Zutaten wie Grenadine, Grapefruitsaft, Orangensaft, Ananassaft, teilweise sogar anderen Spirituosen und Likören – Zutaten also, die auch in anderen der seit den 1930er Jahren beliebten, rum-basierten Tiki-Cocktails verwendet wurden. Durch die Kombination mit Säften und Sirups wurde der einst starke, aromatische Punsch fruchtiger, sanfter und gefälliger und schaffte es 1934 – kurz nach dem Ende der Alkoholprohibition in den Vereinigten Staaten sogar auf die Liste der „Zehn besten Cocktails“ des Esquire-Magazins. Ein Standardrezept gab es indes schon damals nicht: In The Gentleman’s Companion, dem 1939 veröffentlichten, legendären Cocktailbuch des weitgereisten Autors Charles Henry Baker, Jr., zählt dieser neben der klassischen Punch-Formel („one-two-three-four“) ganze neun weitere Rezepte für Planter’s Punch auf, die sich zum Teil deutlich unterschieden.

## Zubereitung

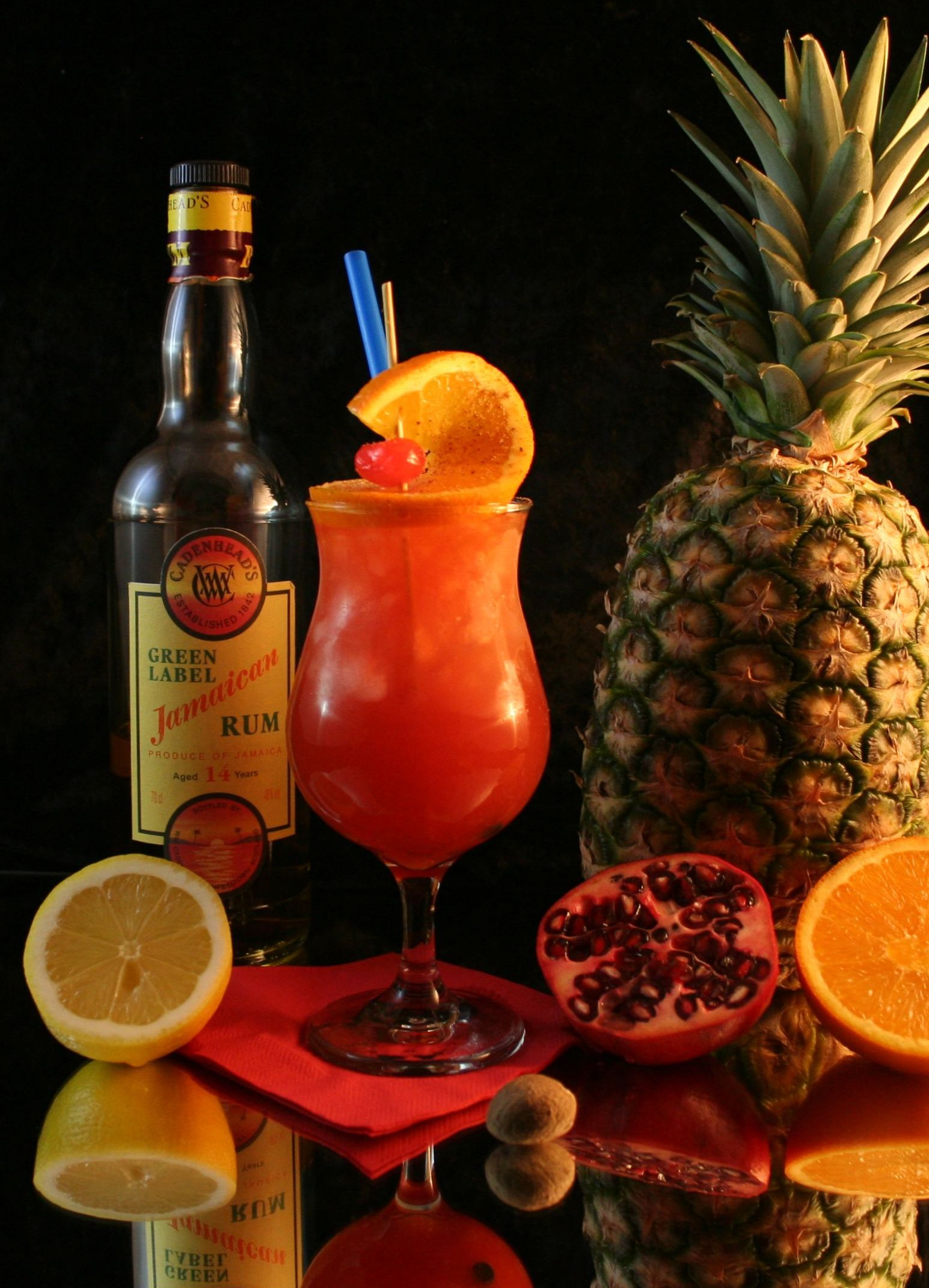
Planter’s Punch mit Zutaten einer modernen Rezeptur (vgl. IBA-Rezept) mit Säften und Granatapfelsirup bzw. Grenadine. Optional kann zum Schluss etwas Muskatnuss über den Drink gerieben werden.

Heute wird der Planter’s Punch meist als einzelner Drink gemixt, die Mengenangaben in den Rezepten können aber für eine Punsch-Schüssel hochgerechnet werden. In dem Fall entfällt das Shaken im Cocktail-Shaker, stattdessen gibt man Zutaten und Eis, bevorzugt große Eiskugeln oder -blöcke, in eine Punsch-Schüssel, lässt ausreichend ziehen bzw. verwässern und serviert aus einer Schöpfkelle in kleinen Punsch-Gläsern.
In der Fachliteratur unterscheiden sich die Rezepturen für Planter’s Punch zum Teil deutlich voneinander, ein allgemein anerkanntes Standardrezept gibt es nicht. Grob lassen sich Rezepte unterscheiden, die sich eher an der klassischen Punch-Formel orientieren und lediglich Jamaika-Rum, Limetten- oder Zitronensaft, Zucker bzw. Zuckersirup, Wasser oder Soda sowie ggf. Gewürze wie Muskatnuss oder Cocktail-Bitter verwenden, und solche, die den Drink mit anderen Zutaten, insbesondere Säften und Sirups, erweitern.
Zur ersten Gruppe gehört, neben den im vorherigen Abschnitt erwähnten Rezepten, auch das von David Embury, der 1948 das einflussreiche Cocktail-Buch The Fine Art of Mixing Drinks verfasste. Er gab 3 Teile gereiften Jamaika-Rum, 2 Teile  Zitronensaft, 1 Teil Zuckersirup, 2 Dashes (Spritzer) Angosturabitter in einen Cocktail-Shaker, füllte mit Crushed Eis (zerstoßenem Eis) auf, schüttelte kräftig, seihte alles mit dem Shaker-Eis in ein mit zerstoßenem Eis gefülltes Longdrink-Glas ab, füllte mit Sodawasser auf, dekorierte mit Früchten und servierte mit einem Trinkhalm. Das Rezept wird – mit Limettensaft – auch im Standardwerk Cocktailian erwähnt und ist mit genauen Mengenangaben im Diffordsguide enthalten: 4,5 cl (gereifter) Jamaika-Rum, 3 cl frisch gepresster Limettensaft, 1,5 cl Zuckersirup (2:1), 3 Dashes Angosturabitter, 6 cl Sodawasser (Cocktailian: 2–3 cl), wobei Difford im Gästeglas frisches Eis verwendet.
Zur zweiten Gruppe gehört die Version von Victor Jules Bergeron, Jr. alias Trader Vic, einem bekannten Vertreter der Tiki-Mode, der in den 1930er und 1940er Jahren die Bar- und Restaurantkette Trader Vic’s begründete. Für seinen Planter’s Punch schüttelt man 9 cl Jamaika-Rum, 3 cl Limettensaft, 1,5 cl Grenadine, 1 cl Zuckersirup (2:1) mit Eiswürfeln im Cocktail-Shaker, seiht in ein Highball- oder Longdrinkglas ab und füllt mit 2–3 cl Sodawasser auf.:S. 321
Die International Bartenders Association (IBA), ein internationaler Berufsverband für Barkeeper, hatte sich in der Vergangenheit für eine noch fruchtigere Variante entschieden und führte bis 2019 folgendes Planter’s Punch-Rezept in ihrer Liste offizieller IBA-Cocktails: 4,5 cl brauner (gereifter) Rum, 3,5 cl frisch gepresster Orangensaft, 3,5 cl frischer Ananassaft, 2 cl frisch gepresster Zitronensaft, 1 cl Grenadine und 1 cl Zuckersirup werden mit Eis im Cocktail-Shaker geschüttelt, auf frisches Eis in ein großes Glas geseiht, 3–4 Dashes (Spritzer) Angostura darüber gegeben und mit Cocktailkirsche und Ananasstück dekoriert.
Seit dem Frühjahr 2020 hat sich die IBA für eine deutlich einfachere Variante entschieden, bestehend aus 45 ml jamaikanischem Rum, 15 ml Limettensaft und 30 ml Zuckerrohrsaft. Je nach Geschmack darf der Cocktail mit Wasser, Eis oder frischem Saft verdünnt werden.

“If rum is the archetypal New World Drink—protean, varied, inconsistent—planter’s punch is its cocktail equivalent. Try inventing one yourself. Start with something basic—one of sour, two of sweet, three of strong, four of weak. Then adapt it […]. Try exotic fruit or maybe some bitters. It doesn’t really matter what you do. Planter’s Punch can be constantly reinvented. It’s owned by whomever wants to claim it.”

„Wenn Rum die archetypische Spirituose der Neuen Welt ist – leicht veränderlich, flexibel, unbeständig –, dann ist der Planter’s Punch seine Entsprechung als Cocktail. Erfinden Sie selbst einen. Beginnen Sie mit einer Basis, one of sour, two of sweet, three of strong, four of weak. Dann verändern Sie ihn […]. Versuchen Sie es mit exotischen Früchten, vielleicht Bitters. Es ist eigentlich egal, was Sie machen. Einen Planter’s Punch kann man immer neu erfinden. Er gehört demjenigen, der ihn für sich beansprucht.“